# 毛利興元
毛利興元（日语：／ Mōri Okimoto，1493年—1516年9月21日、明應二年—永正十三年八月廿五日），日本戰國時代安藝國有力國人毛利氏第10代當主、吉田郡山城城主、守護大內氏的被官。
興元為毛利弘元之嫡子，其母為毛利氏重臣福原氏第8代當主福原廣俊之女祥室妙吉。正室為石見國豪族高橋久光之女，其子為毛利幸松丸。其弟有毛利元就、相合元綱以及北就勝 :70-74。

## 生平

### 繼承家督與元服
明應二年（1493年），興元作為毛利氏當主毛利弘元之嫡子誕生，幼名為幸千代丸:74:5。
明應九年（1500年）三月，毛利弘元忽然宣布退隱，同時偕帶次子元就等人遷往多治比猿掛城隱居。毛利氏的家督與所領，由時年僅8歲的興元繼承:5。
此時正值天下動盪，室町幕府將軍足利義稙遭管領細川政元驅逐（明應政變），最終於明應八年十二月三十日（1500年1月30日）流亡至周防山口，依附西國大名大內義興。此舉也導致曾於應仁之亂中兵戎相見的大內氏與細川氏舊怨再起，乃至夾在兩強中間的弘元立場也隨之搖擺不定，處境漸趨艱難。或許是為了迴避這種政治壓力，弘元選擇主動退位，將毛利家託付於尚年幼的興元。
文龜元年（1501年），興元之母逝世。永正三年（1506年）正月，弘元亦病逝，享年39歲:70。自此，興元不僅名義上，亦實質上成為毛利家之棟樑。為鞏固毛利氏在動盪局勢中的地位，興元對大內義興表達臣服之意，並遞交三條起請文，以示效忠:5。作為回應，義興也於同年十一月三日致信興元，承諾不會怠慢毛利氏:5。
永正四年（1507年）十一月六日，興元在義興主持下舉行元服禮，獲賜偏諱「興」字，從此改名為毛利興元:5。

### 上洛
永正四年（1507年）十一月，就在興元甫行元服後不久，義興即於同月二十五日，自山口啟程，擁立前將軍足利義稙上洛，圖謀重振幕府威權。身為其家臣之一，興元與安藝國諸國人亦一同隨軍而行，歷經長途跋涉，終於於翌年永正五年（1508年）六月抵達京都:5。而為籌措此番上洛所需軍費，興元於領內實施賦役制度，對各鄉村依其貫高（即土地產值）徵收「浮役」，又對家臣領地及寺院田地依面積課徵「地下役」:5。此舉也顯示出興元作為領主，已有頗具實效的財政動員能力。
永正八年（1511年）八月二十四日，京都北郊爆發船岡山之戰，義興率軍與細川澄元交鋒，最終取得勝利。相傳毛利氏家臣國司有相於此戰中立下戰功，並於九月一日獲興元所發感狀。該感狀的抄本今見於《閥閲録》卷15〈國司隼人〉條，因此過去普遍認為興元也親自參與了該場戰役:6。
然而，近年史學界對此文書之真實性提出質疑。該感狀在措辭上存在不合時宜之處，可能為後人所偽造。此外，在《毛利家文書》等同時期的史料中，並未發現義稙之御內書或義興之書狀以茲佐證:6。
更有甚者，義興在船岡山之戰前的八月十四日於寫給益田宗兼的信件中，言明部分「藝石眾」（即安藝與石見地區的國人眾）已自戰線脫離。戰後同年十二月二十三日，義興亦再次提及該等「藝石眾」已下向至和泉國堺。由此可推測，興元或與其他安藝國人一道，早於船岡山之戰爆發前便已返國，並未實際參與該役:6。

### 毛利家中的整合與改革
在興元的統治時期，毛利氏逐漸加強了對安藝國三篠川流域的「中郡衆」勢力的影響力。這些中郡衆出身於鎌倉時代以來掌握嚴島神社領地頭職系譜的地方武士，長期以來在當地呈現半獨立割據的局面。然而，到了興元時代，毛利氏已逐步將這些勢力納入其家中體制之中:6-7。 
永正四年（1507年）十二月三日，正值興元隨大內義興上洛之際，中郡衆的地方領主三田元親向興元遞交了一封起請文。文中提到，安藝國長屋村與高野地區的一部分土地，先前是因其父三田元盛對毛利家的忠誠而由毛利氏授予其弟三田太郎三郎作為給地；如今，元親希望該筆土地能由其子三田小次郎繼承。這封起請文的遞交，象徵著三田氏不再僅僅是地方割據勢力，而是主動納入毛利家體系之中。史家普遍認為，此舉代表三田氏在事實上正式歸順興元，成為其麾下的家臣之一，也顯示出毛利家在中郡地區的影響力已開始顯著擴展:6-7。
永正八年（1511年）十月，來自中郡衆的秋山親吉、井原元造、內藤元廉等人向興元承諾，願在興元前往京都或山口履行職責期間，繳納每人10至26貫文不等的「役錢」。這種役錢被認為與興元上洛時在領內課徵的「浮役」性質相同，也就是僅需繳納金錢，而不必實際出兵服軍役:7。
此外，在這一時期，興元同時進行了家中權力結構的調整。其罷免了長期擔任毛利氏「執權」（家政長官）一職的坂氏家主—坂下總守，轉而任命同族庶流出身的志道廣良為新的執權:7-8。這項人事異動，也反映出興元在強化家中整合與集權上的積極作為。

### 與藝備國人勢力的聯攜
永正九年（1512年）三月三日，興元與安藝國內的多位有力國人領主—天野興次、天野元貞、平賀弘保、小早川弘平、阿曽沼弘秀、高橋元光、野間興勝、吉川元経等人共同締結五條盟約，組成安藝國人一揆（地方領主聯盟）:6。此一聯盟不僅包括先前自船岡山之戰前即已返回本國的勢力，亦涵蓋參與該戰的平賀弘保、小早川弘景等人，可謂幾乎囊括安藝國所有重要國人，是一場規模龐大的國人結盟:6。
同年十月十八日，興元又致起請文於小早川興平，兩人共同出面調解備後國內山內氏與木梨氏之間的領地紛爭:6。毛利氏與山內氏早有姻親關係，而沼田小早川氏亦與木梨氏締有婚姻聯繫。正因如此，雙方基於彼此間的信任與血緣關係，由興元與小早川興平擔任中立調停者，協助雙方和平解決衝突:6。
此外，雖年代不詳，備後國北部（內郡）與南部（外郡）國人勢力出現動搖之際，興元作為在備後世羅郡亦擁有領地的實力者，與備後國中部（內郡）的吉原通親、敷名亮秀、上山實廣等人締結盟約，再度確認彼此的團結與合作。同時，也透過女婿山內豐通，積極接觸南部有力國人高須元盛，拓展對備後南部勢力的影響:6。
興元在世時致力經營安藝與備後兩國國人勢力間的聯繫，所建立的這一系列人脈與結盟關係，後來也為其弟元就所繼承，成為毛利氏進一步擴張勢力的基礎:6。

### 晚年與子女
永正十三年（1516年），興元頻繁與鄰近國人勢力發生衝突。從一月至二月，先是在志和知長野城與宍戶元源、三吉致高交戰，之後於二月與五月，再次於宍戶氏本據地甲立對陣宍戶元源。同年二月與七月，又在松尾要害與高橋氏爆發戰事。然而，就在接連的戰事之後，興元於八月二十五日病倒於陣中，不久病逝，享年僅24歲:8。
據元就後來致書輝元之母尾崎局的信件記載，興元的死因實際上並非單純染病，而是因過度飲酒導致的酒害:5。
興元去世後，家督由其年僅2歲之嫡子幸松丸繼承，並由弟毛利元就擔任後見人，實際主導政務。惟幸松丸於大永三年（1523年）七月病逝，享年9歲:75。
興元之女原嫁予備後國山內氏的山內豐通，喪夫後數度改嫁，其先後嫁給小早川興景、行松正盛與杉原盛重 。但亦有說法認為其再嫁對象並非行松正盛，實為杉原豐後守某。

### 評價
總觀興元在其短暫的一生中，作為毛利家當主約13年，其所推動的多項舉措，如：服從大內氏、擴大毛利家中掌控、與安藝與備後兩地國人領主的聯繫、以及執權人事的調整（由坂下總守改為志道廣良）等，不僅穩固了毛利氏的家中體制，也為後來毛利元就時代的飛躍發展奠定了堅實的基礎:6。

## 登場作品
電視劇
- 『毛利元就』（NHK大河劇，1997年，演員：渡部篤郎）

## 出處
1. 1 2 3  時山弥八編. . 1916.
2. 1 2 3 4 5 6 7 8 9 10 11 12 13 14 15 16 17 18 19 20 21 22 23 24  秋山伸隆. . 2016.
3. ↑  安芸高田市歴史民俗博物館（2016）P.31
4. ↑  安芸高田市歴史民俗博物館（2016）P.31-32
5. ↑  河合正治（1984）P.100
6. ↑  近世防長諸家系図綜覧（1966）P.7
7. ↑  村井良介 編（2024）P.318-322